# Страстоцвет маракуйя
Страстоцвет маракуйя (лат. Passiflora murucuja) — древесная лиана, вид растений из рода Страстоцвет (Passiflora) семейства Страстоцветные (Passifloraceae).

## Описание
Листья двухлопастные, верхушка тупая, карая цельные; черешок голый, длиной 1—1,5 см; прилистники нитевидные, длиной 2—4 мм.
Цветки одиночные или парные, пазушные, красные.
Плод шаровидный, диаметром 1—1,5 см.

## Распространение
Растение родом с островов Карибского моря: Гаити и Пуэрто-Рико.

## Синонимика
По информации базы данных The Plant List (2013), в синонимику вида входят следующие названия:
- Murucuia lunata Medik.
- Murucuia ocellata Pers.